# Consoante faríngea
Uma consoante faríngea é uma consoante articulada principalmente na faringe. Alguns foneticistas distinguem consoantes faríngeas superiores, ou faríngeas "altas", pronunciadas retraindo a raiz da língua na faringe média para superior, de consoantes epiglotais (árias) ou faríngeas "baixas", que são articuladas com as pregas ariepiglóticas contra o epiglote na laringe inferior, bem como nas consoantes epigloto-faríngeas, com os dois movimentos combinados.
Paradas e vibrantes múltiplas podem ser produzidos de forma confiável apenas na epiglote, e as fricativas podem ser produzidas de forma confiável apenas na faringe superior. Quando elas são tratadas como locais distintos de articulação, o termo consoante radical pode ser usado como um termo de cobertura, ou o termo consoantes guturais pode ser usado em seu lugar.
Em muitas línguas, as consoantes da faringe provocam o avanço das vogais vizinhas. As faríngeas, portanto, diferem das uvulares, que quase sempre provocam retração. Por exemplo, em alguns dialetos do árabe, a vogal /a/ é precedida de [æ] próxima às faríngeas, mas é retraída para [ɑ] próximo aos uvulares, como em حال [ħæːl] 'condição', com uma fricativa faríngea e uma vogal frontal, comparada a خال [χɑːl] 'tio materno', com uma consoante uvular e uma vogal retraída.
Além disso, consoantes e vogais podem ser faringealizadas secundariamente. Além disso, as vogais estridentes são definidas por um trinado epiglótico acompanhante.

## Consoantes faríngeas no AFI
| AFI | Descrição                               | Exexmplo                 | Exexmplo   | Exexmplo                        | Exexmplo                        |
| AFI | Descrição                               | Língua                   | Ortografia | AFI                             | Significado                     |
| --- | --------------------------------------- | ------------------------ | ---------- | ------------------------------- | ------------------------------- |
|     | Oclusiva epiglotal ou faríngea          | Agul, dialeto richa      | йагьІ      | [jaʡ]                           | Centro                          |
|     | Fricativa epiglotal surda (ou vibrante) | Agul, dialeto richa      |            | [ʜatʃ]                          | Maçã                            |
|     | Vibrante múltipla epiglotal             | Agul, dialeto richa      |            | [ʢakʷ]                          | Luz                             |
|     | Fricativa faríngea surda                | Árabe                    | حَـر        | [ħar]                           | Calor                           |
|     | Aproximante faríngea                    | Árabe                    | عـين       | [ʕajn]                          | Olho                            |
| ʡ̯   | Tepe epiglótico expresso                | Dahalo                   |            | (intervocalic allophone of /ʡ/) | (intervocalic allophone of /ʡ/) |
| ʕ̞   | Aproximante faríngea expressa           | Dinamarquês              | ravn       | [ʕ̞ɑʊ̯ˀn]                         | Raven                           |
| ʡʼ  | Ejetiva epiglotal                       | Dargwa                   |            |                                 |                                 |
| ʡʢ  | Africada epiglótica expressa            | Haida (Dialeto hydaburg) |            |                                 |                                 |

O dialeto hydaburg do haida tem um vibrante  epiglótico [ʜ] e um africado epiglótico vibrante [ʡʜ] ~ [ʡʢ]. (Há alguma voz em todos os africadas haidas, mas é analisada como um efeito da vogal.)
Para a transcrição de fala desordenada, o extIPA fornece símbolos para interrupções na faringe superior, ⟨q⟩ e ⟨ɢ⟩.

## Lugar de articulação
O AFI distinguiu as consoantes epiglotais pela primeira vez em 1989, com um contraste entre as fricativas faríngeas e epiglotais, mas os avanços na laringoscopia desde então levaram os especialistas a reavaliar sua posição. Uma vez que um trinado pode ser feito apenas na faringe com as pregas ariepiglóticas (no trinado faríngeo do dialeto do norte de Haida, por exemplo), e constrição incompleta na epiglote, como seria necessária para produzir fricativas epiglóticas, geralmente resulta em trinado , não há contraste entre a faringe (superior) e a epiglótica com base apenas no local de articulação. Esling (2010) restaura, assim, um lugar de articulação faríngea unitário, com as consoantes sendo descritas pelo AFI como fricativas epiglotais, diferindo das fricativas faríngeas em sua forma de articulação, e não em seu lugar:
As chamadas "fricativas epiglóticas" são representadas [aqui] como trinados faríngeos, [ʜ ʢ], uma vez que o local de articulação é idêntico a [ħ ʕ], mas o trinado das pregas ariepiglóticas é mais provável de ocorrer em configurações mais apertadas de o constritor laríngeo ou com fluxo de ar mais forte. Os mesmos símbolos "epiglotais" podem representar as fricativas faríngeas que têm uma posição laríngea mais alta do que [ħ ʕ], mas uma posição laríngea mais alta também tem maior probabilidade de induzir um trinado do que uma fricativa faríngea com uma posição laríngea rebaixada. Como [ʜ ʢ] e [ħ ʕ] ocorrem no mesmo local de articulação faríngea/epiglótica (Esling, 1999), a distinção fonética lógica a ser feita entre eles é na forma de articulação, trilo versus fricativa.
Edmondson et al. distinguir vários subtipos de consoante faríngea. As paradas e trinados faríngeos ou epiglóticos são geralmente produzidos pela contração das pregas ariepiglóticas da laringe contra a epiglote. Essa articulação foi distinguida como ariepiglótica. Nas fricativas faríngeas, a raiz da língua é retraída contra a parede posterior da faringe. Em algumas línguas, como Achumawi, Amis de Taiwan e talvez algumas das línguas salishanas, os dois movimentos são combinados, com as pregas ariepiglóticas e epiglote unidas e retraídas contra a parede da faringe, uma articulação que foi denominado epigloto-faríngea. O AFI não possui diacríticos para distinguir esta articulação das ariepiglóticas padrão; Edmondson et al. use as transcrições ad hoc, um tanto enganosas, ⟨ʕ͡ʡ⟩ e ⟨ʜ͡ħ⟩. Existem, entretanto, vários sinais diacríticos para subtipos de som faríngeo entre os Símbolos de Qualidade de Voz.
Embora as plosivas da faringe superior não sejam encontradas nas línguas do mundo, além do fechamento posterior de algumas consoantes de clique, elas ocorrem na fala desordenada.

## Distribuição
Os faríngeos são conhecidos principalmente em três áreas do mundo: no Oriente Médio e no Norte da África, nas famílias de línguas semíticas (por exemplo, árabe, hebraico, tigrínia e tigre), berbere e cushita (por exemplo, somalis); no Cáucaso, nas famílias de línguas do Cáucaso do Noroeste e Nordeste; e na Colúmbia Britânica, nas famílias de línguas Haida e Salishan e Wakashan.
Existem relatos esparsos de faríngeos em outros lugares, como no curdo central (Sorani) e do norte (Kurmanji), marshallês, a língua nilo-saariana Tama, a língua siouana Stoney (Nakoda) e a língua Achumawi da Califórnia.
A aproximação é mais comum, pois é uma realização de /r/ em línguas europeias como o dinamarquês e o alemão suábio. De acordo com a teoria da laringe, o proto-indo-europeu pode ter tido consoantes faríngeas.
As fricativas e vibrantes (as fricativas faríngeas e epiglóticas) são frequentemente confundidas com as fricativas faríngeas na literatura. Esse foi o caso do Dahalo e do Haida do Norte, por exemplo, e é provável que seja verdade para muitas outras línguas. A distinção entre esses sons foi reconhecida pelo AFI apenas em 1989, sendo pouco investigada até a década de 1990.